# 전주곡 (쇼팽)
프레데리크 쇼팽은 피아노 솔로를 위한 많은 전주곡을 썼다. 그의 24 개의 전주곡, Op. 28, 모든 장조 및 단조 키를 다룬다. 또한 쇼팽은 세 개의 다른 전주곡을 작곡했다: C ♯ 단조의 전주곡 Op. 45; 1834년 A ♭ E ♭ 단조 미완성곡. 이들은 때때로 각각 25번, 26번, 27번으로 불린다.

## 24 전주곡 Op. 28
쇼팽의 24개의 전주곡 Op. 28번은 1839년에 처음 출판된 24개의 건반 에 하나씩 피아노를 위한 단편 모음집이다.
쇼팽은 1835년과 1839년 사이에 부분적으로 마요르카의 발 데모사에서 1838~39년 겨울을 보내고 습한 파리 날씨를 피하기 위해 조르주 상드와 그녀의 아이들과 함께 도망친 곳에서 이 곡을 작곡했다. 마요르카에서 쇼팽은 바흐의 평균율 악보를 가지고 있었고, 평균율 클라비어곡집과 마찬가지로 그의 Op. 28 세트는 비록 순서는 다르지만 메이저 키와 마이너 키의 완전한 사이클로 구성된다.
쇼팽이 출판을 위해 신중하게 준비한 이 원고에는 독일의 피아노 연주자이자 작곡가 요제프 크리스토프 케슬러에게 헌정하는 내용이 담겨 있다. 프랑스어와 영어판은 피아노 제작자이자 출판사인 카미유 플레옐(Camille Pleyel)에게 헌정되었으며, 그는 2,000프랑(현재 가치로 거의 30,000달러에 해당)에 이 작업을 의뢰했다.
지금까지 도입부 곡을 설명하는 데 "전주곡"이라는 용어가 사용되었지만 쇼팽의 곡은 각각 특정 아이디어나 정서를 전달하는 독립적인 단위로 서 있다. 따라서 그는 당시 즉흥적인 "전주곡"과 종종 연관되었던 장르 제목에 새로운 의미를 부여했다. 쇼팽은 다른 음악을 소개하거나 자립형 작품으로 사용할 수 있는 미니어처로 구성된 단일 작품으로 24개의 전주곡을 함께 출판하면서 작은 음악 형식의 가치에 대한 현대적 태도에 도전했다.
바흐가 48개의 프렐류드와 푸가 모음을 반음씩 올라가는 구분된 키에 따라 배열한 반면, 쇼팽이 선택한 키 시퀀스는 각 장조 다음에 상대적 단조, 그 후 오도권 순으로 배열하였다. (C장조, A단조, G장조, E단조 등 ). 관련 키의 이 시퀀스는 일반적인 화성 연습에 훨씬 더 가깝기 때문에 쇼팽은 이 주기를 연속 낭독을 위한 단일 연주 개체로 생각했을 것으로 생각된다.  반대되는 견해는 세트가 결코 연속적인 공연을 위한 것이 아니며 개별 전주곡이 실제로 다른 작품에 대한 가능한 도입부로 생각되었다는 것이다.

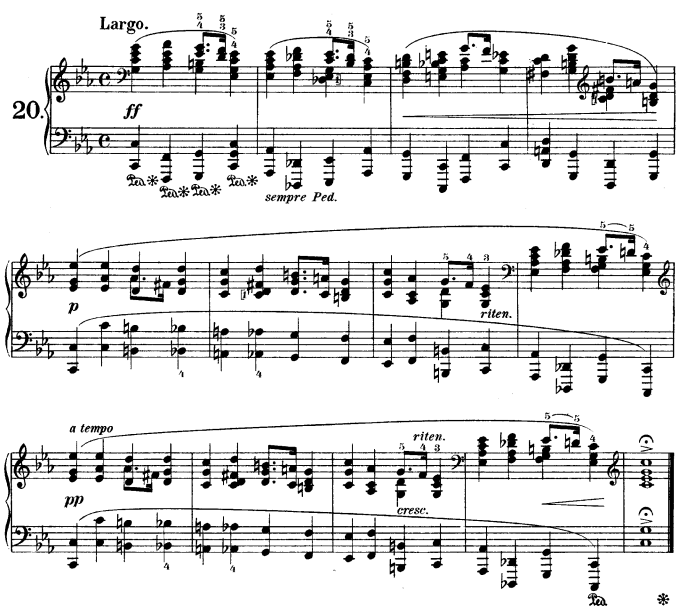
전주곡 20번 다단조. 이 도입부는 세르게이 라흐마니노프의 쇼팽 변주곡과의 페루초 부소니 '쇼팽 변주곡'의 주제로 사용되었다.

쇼팽 자신은 단일 공개 공연에서 전주곡을 4곡 이상 연주한 적이 없다. 요즘에는 Op.의 전체 세트가 있다. 28개의 전주곡이 주요 레퍼토리가 되었으며 많은 콘서트 피아니스트가 듀오 아트 레이블을 위해 피아노 롤을 만들 때인 1915년 페루초 부소니를 시작으로 전체 세트를 녹음했다. 알프레드 코르토는 1926년 전주곡 전체를 녹음한 다음 피아니스트였다.
그의 다른 작품과 마찬가지로 쇼팽은 Op. 28개의 전주곡은 로베르트 슈만, 프란츠 리스트의 많은 작품들과 대조를 이룬다.

### 명성과 유산
Op. 28 의 간결함과 형식적 구조의 명백한 결여는 출판 당시 비평가들 사이에서 약간의 경악을 일으켰다.  전주곡은 90 마디 (17번)보다 길지 않고, 가장 짧은 9번은 12마디에 불과하다. 슈만은 "그들은 스케치, 연습곡 시작, 말하자면 폐허, 개별 독수리 날개, 모든 무질서와 거친 혼란"이라고 말했다. 리스트의 의견은 더 긍정적이었다. "쇼팽의 전주곡은 완전히 별개의 순서로 구성된 구성이다... 그들은 황금빛 꿈에서 영혼을 품고 있는 위대한 현대 시인의 것과 유사한 시적 전주곡이다. . ."
최근의 평가 중에서 음악학자인 헨리 핀크는 "만약 한 컬렉션을 제외하고 전 세계의 모든 피아노 음악이 파괴된다면 쇼팽의 전주곡에 한 표를 던져야 한다"고 말했다. 전기 작가 제레미 니콜라스는 "그 자체로 24개의 전주곡이 쇼팽의 불멸에 대한 주장을 보장했을 것"이라고 쓴다.
형식적인 주제 구조가 없음에도 불구하고 동기는 여러 전주곡에서 나타난다.
쇼팽의 Op. 28개의 전주곡은 평균율 클라비어 곡집의 전주곡과 비교되었다. 그러나 바흐의 각 전주곡은 같은 조의 푸가 로 이어지고, 바흐의 작품은 작품의 두 권 각각에서 반음계 오름차순으로 배열되는 반면 쇼팽의 작품 오도권으로 배열된다.  쇼팽은 바흐의 음악을 공부한 것으로 알려져 있지만 공개적으로 연주한 것은 알려지지 않았다.

## 쇼팽의 다른 전주곡

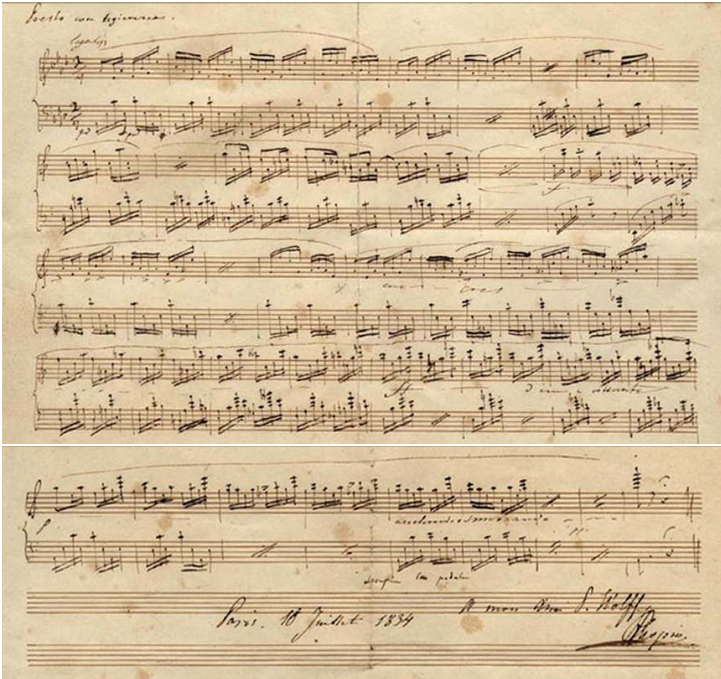
전주곡 26번(원고)

### 전주곡 25번(Op. 45)
전주곡 C♯ 단조 Op. 45(때때로 전주곡 25번으로 나열됨)는 1841년에 작곡되었다. 다소 균일한 주제 기반 위에 광범위하게 확장된 베이스와 표현력이 뛰어나고 효과적인 반음계 조바꿈이 포함되어 있다.

### 전주곡 26번
A ♭ 장조의 무제 Presto con leggierezza는 1834년 피에르 볼프에게 선물로 작곡되어 1918년 제네바에서 출판되었다. 때때로 전주곡 26번으로 알려진 이 곡은 매우 짧고 일반적으로 밝은 톤이다.

### "악마의 트릴" 전주곡(27번)
다른 전주곡이 있으며 펜실베니아 대학의 음악사 교수인 Jeffrey Kallberg가 "Devil's Trill"이라는 부제를 붙였다. Kallberg는 악마의 트릴로 알려진 주세페 타르티니의 바이올린 소나타와 유사하여 이 별명을 붙였다.
쇼팽은 이 작품을 미완성으로 남겨두고 버린 것 같다. 그가 마조르카에 머무는 동안 작업하는 동안 E ♭ 단조 전주곡은 궁극적으로 Op. 28세트는 관련이 없는 작품이다. 쇼팽의 거의 읽을 수 없는 스케치에서 서곡에 대한 Kallberg의 실현은 쇼팽이 중단한 곳에서 더 이상 진행되지 않다. 이 작품은 2002년 7월 로드 아일랜드 뉴포트의 뉴포트 뮤직 페스티벌에서 피아니스트 알랭 자쿤과 함께 첫 공개 공연을 가졌다.

## 참고 및 참조
1. ↑  Brown, Maurice J. E. (1957). “The Chronology of Chopin's Preludes”. 《The Musical Times》 98 (1374): 423–4. doi:10.2307/937215. ISSN 0027-4666. JSTOR 937215.
2. 1 2  . Oxford Music Online. |제목=이(가) 없거나 비었음 (도움말) (구독 필요)
3. ↑  Biret, Idil (2007).  Willard A Palmer, 편집. 《Chopin: Preludes for the Piano》. Alfred Music Publishing. 6쪽. ISBN 978-0-7390-4754-5.
4. ↑  Huneker, James. Introduction. Chopin Preludes For the Piano. Edited, Revised, and Fingered by Rafael Joseffy. G. Schirmer, Inc.
5. 1 2   (학위논문). University of Wollongong. |제목=이(가) 없거나 비었음 (도움말)
6. 1 2  Kallberg 1994
7. 1 2  Preludes, Chopin Music
8. ↑  Fred Yu (March 2010). “Complete Music Analysis – Preludes”. 2010년 6월 28일에 확인함.
9. ↑  Nicholas, Jeremy (2007). 《Chopin: His Life and Music》. Naperville, Illinois: Sourcebooks MediaFusion. 268쪽. ISBN 978-1-4022-0757-0.
10. ↑  “Memory of Poland Chopin Worklist Entry for Opus 45”. 2007년 10월 23일에 원본 문서에서 보존된 문서. 2007년 7월 19일에 확인함.
11. ↑  “Piano Society Chopin's Works Page”. 2016년 3월 4일에 원본 문서에서 보존된 문서. 2007년 6월 19일에 확인함.
12. ↑  Rausch, Robin (2017). “A Chopin Manuscript: Prelude in A-flat major, op. posth.”. Library of Congress. 2018년 1월 4일에 확인함.
13. ↑  Herrup, Katharine. (30 May 2002) Chopin's "Devil's Trill" reconstructed by Prof., The Daily Pennsylvanian. Retrieved on 20 December 2011.
14. ↑  "Professor reconstructs unfinished Chopin prelude from artist’s notes" by Catherine Lucey, Berkeley Daily Planet (11 June 2002). Retrieved on 20 December 2011.